# Apostolepis ambiniger
Apostolepis ambiniger — вид змій родини полозових (Colubridae). Мешкає в Південній Америці.

## Поширення і екологія
Apostolepis ambiniger мешкають в Парагваї, а також в сусідніх районах на південному заході Бразилії і сході Болівії, однак голотип цього виду походить зі штату Сан-Паулу. Вони живуть в сухих тропічних лісах Чако. Ведуть риючий і нічний спосіб життя, полюють на амфісбен і невеликих змій, зокрема на сліпунів, іноді їдять дощових черв'яків і личинок. Самиці відкладають яйця.